# Grande-Moravie
Pour les articles homonymes, voir Moravie et Moravia.
833–907
Entités précédentes :
- Royaume de Samo
- Slaves occidentaux

Entités suivantes :
- Duché de Bohême
- Grande-principauté de Hongrie

La Grande-Moravie (en slave Velká Morava ou Svätoplukova ríša, en latin Moravia Magna) était un royaume slave. Le premier usage du terme « Grande-Moravie » remonte à l'ouvrage de Constantin VII Porphyrogénète De Administrando Imperio (écrit vers 950). Le terme « Moravia » renvoyait non seulement à la région correspondant à l'actuelle Moravie mais aussi aux territoires autour de la rivière Morava ou de sa capitale appelée Morava ou Véligrad (« grande cité »), dont l'emplacement reste actuellement inconnu (peut-être se trouve-t-elle sous une grande ville actuelle telle Brno, Nitra ou Bratislava).

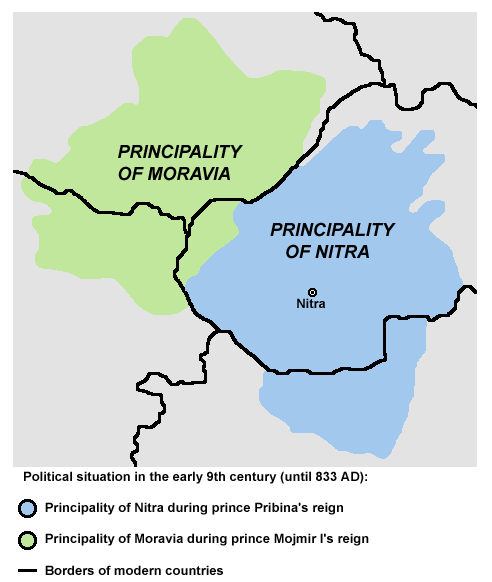
La principauté de Nitra sous Pribina et la principauté de Moravie sous Mojmír Ier, jusqu'en 833.
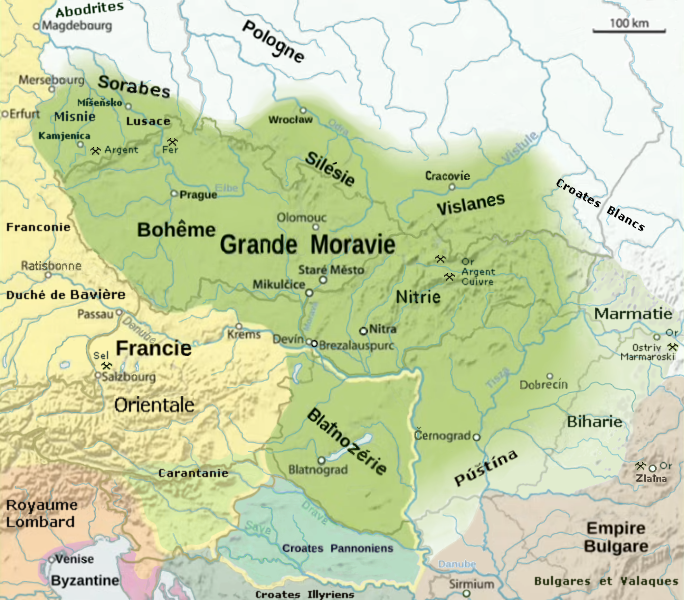
La Grande Moravie sous le règne de Svatopluk Ier.
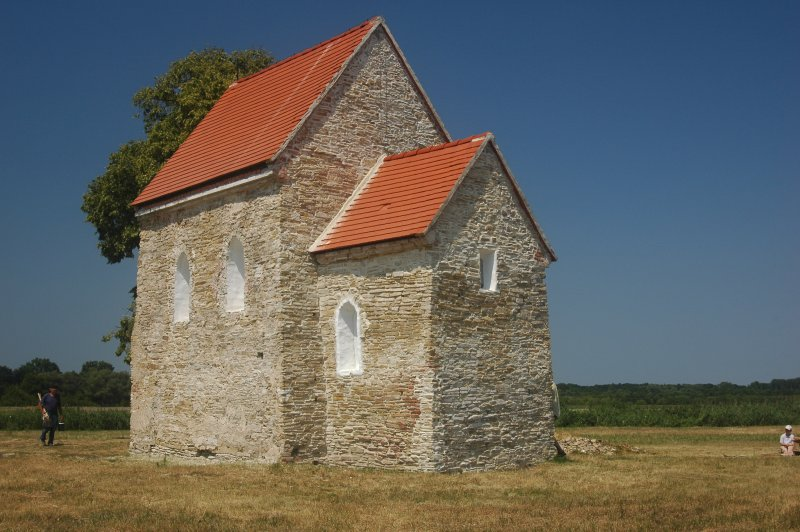
L´église de Sainte-Marguerite d'Antioche à Kopčany.

## Développement
Le royaume de Samo vers 623-658 était probablement l'un des prédécesseurs de la Grande-Moravie. Il se situait en Moravie, Slovaquie, Basse-Autriche, peut-être en Bohême et les Sorabes de l'Elbe. Ce n'était sans doute pas un royaume constitué mais une confédération de peuples.
L'histoire de la région entre 659 et la fin du VIIIe siècle est en grande partie inconnue.
À la fin du VIIIe siècle, le bassin morave et la Slovaquie de l'Ouest, aux marches de l'Empire franc commencent à se développer. En 791 ou 795, les Slaves au Nord du Danube secouent le joug avar profitant de la guerre entre les Francs et les Avars. S'ensuivent une centralisation du pouvoir et la création d'un état structuré réunissant les Slaves de cette région.
Deux principautés émergent alors : celle de Moravie centrée sur la Moravie actuelle et l'ouest extrême de la Slovaquie, gouvernée par le prince Mojmír Ier, dont le siège était probablement Mikulčice et la principauté de Nitra (reste de la Slovaquie), gouvernée par le prince Pribina de Nitra et dont la capitale était Nitra.
Ce que les historiens depuis Porphyrogénète appellent la Grande-Moravie est l'empire né de l'invasion par Mojmír Ier (833-846) de la principauté de Nitra. De 833 jusqu'au début du Xe siècle, il s'étendit sur les territoires des actuelles Tchéquie, Allemagne orientale, Slovaquie, Hongrie, sud de la Pologne avec la région de Cracovie et l'ouest de la Galicie, et Ukraine occidentale avec la Ruthénie subcarpathique. Il passe ensuite à Rastislav (846-870), Svatopluk Ier (870-894) et Mojmír II (894-906 ou 907). Rastislav a demandé à l'Empereur de Byzance de lui envoyer des missionnaires qui puissent transmettre en langue slave vernaculaire l'enseignement du Christ. Deux de ces interprètes, Cyrille et Méthode sont les fondateurs de l'alphabet slavon et, par conséquent, de la littérature slavonne en alphabet glagolitique ; leur disciple Clément d'Ohrid est pour sa part l'inventeur de l'alphabet cyrillique.

## Territoire

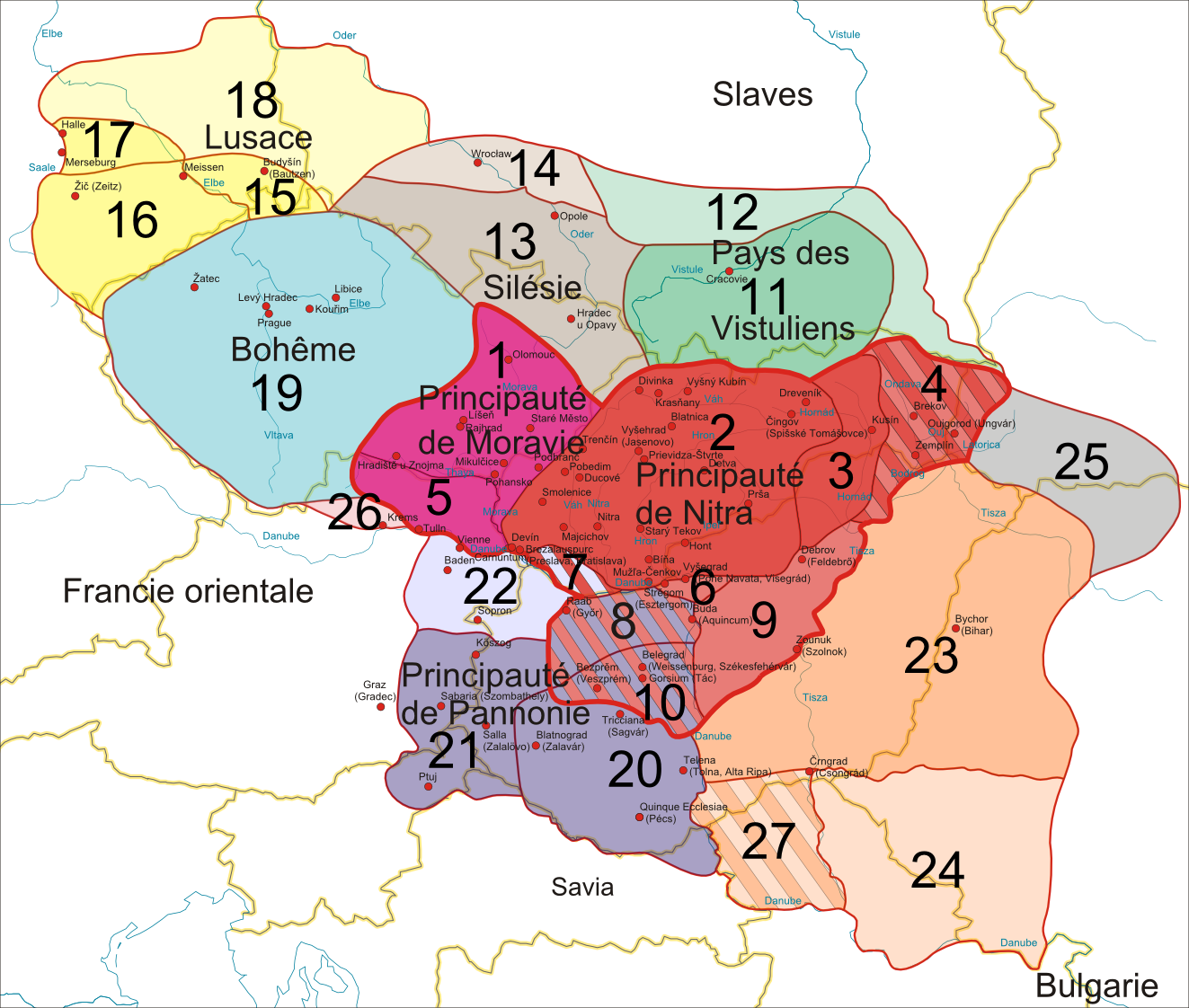
La Grande-Moravie et les pays vassaux :
Lignes jaunes : Frontières actuelles.
Lignes bleues : Rivières.
Points rouges : Principaux châteaux forts et principales cités.
1: de 833 à 907 : Principauté de Moravie.
2: de 833 à 907 : Principauté de Nitra.
3: en même temps que 2 ou en même temps que 4.
4: de 833 ou du règne de Rastislav à (?)896 : Principauté de Nitra.
5: en même temps que 1 ou de 853/54 à (?)907 : Principauté de Moravie.
6: de 858 à (?)894 : Principauté de Nitra.
7: en même temps que 2 ou en même temps que 22.
8: en même temps que 6 ou en même temps que 20.
9: sous le règne de Rastislav (846-870) ou de Svatopluk I (871 à 894-896) : Principauté de Nitra.
10: en même temps que 8 ou en même temps que 20.
11: de 874 à (?) 907 : Pays des Vislanes.
12: probablement en même temps que 11.
13: de 880 à ? : Silésie.
14: probablement en même temps que 13.
15: de 890 à 897 : Lusace.
16: très probablement en même temps que 15.
17: très probablement en même temps que 15.
18: probablement en même temps que 15-17.
19: de 888/890 à 894 : Bohême.
20: de 883/884 à 894 : Blatnozérie.
21: très probablement en même temps que la Blatnozérie.
22: en même temps que 20 et 21 : peut-être une partie de la Blatozérie.
23: Plaine de la Púštína et Biharie (vassale), de 881/882 à 896.
24: Morisène, futur Banat, vassal probablement en même temps que la Biharie.
25: Marmatie, vassale sous le règne de Svätopluk (871-894) à (?) 896.
26: sous le règne de Svätopluk (871-894) à ?.
27: Bačka, vassale en même temps que la Biharie et la Morisène.

## Chronologie
- 828 – Pribina, le premier prince slave de Nitra donne son consentement pour l'érection d'une église chrétienne à Nitra, consécration par l'archevêque Adalram de Salzbourg. Cette église était la première église chrétienne des Slaves de l'Ouest et de l'Est.
- 833 – Le prince slave Mojmír Ier consolide en un même état les principautés de Moravie et de Nitra créant ce que les historiens nomment la Grande-Moravie. Pribina, dépossédé de sa principauté, se réfugie chez les Francs. Louis II de Germanie lui accorde la Blatnozérie (ainsi appelée d'après le grand lac Blatnozero, aujourd'hui dénommée « principauté du Balaton »). Les peuples slaves occidentaux abandonnent progressivement la mythologie slave pour le christianisme. Un des avantages de la conversion est que les souverains chrétiens, notamment Francs, ne peuvent plus réduire les prisonniers slaves en esclavage (le mot « esclave » vient du mot « slave »[1]).
- 863 ou 864 – Sur invitation du prince Rastislav, deux frères byzantins, les missionnaires Constantin et Methodios arrivent en Grande-Moravie. La stratégie de Rastislav était de contrer l'influence franque en gagnant la reconnaissance impériale byzantine. Constantin et Methodios ont créé le premier alphabet slave et traduit les évangiles en vieux-slave, marquant ainsi la naissance de la littérature slave.
- 871 – Svatopluk Ier défend la souveraineté et l'indépendance de la Grande-Moravie contre les attaques des Francs et devient le nouveau maître de l'empire après avoir été prince de Nitra. Jusqu'à sa mort en 894 le Pape s'adresse à lui comme à son « dilectus filius » dans sa correspondance, un titre réservé jusqu'alors aux empereurs Francs ou Byzantins.
- 880 – Le Pape Jean VIII publie la bulle Industriae Tuae qui institue la province ecclésiastique de Grande-Moravie dont Méthode prend la tête en tant qu'archevêque. Il nomme également le clerc allemand Wiching évêque de Nitra et reconnaît le vieux-slave comme langue liturgique au même titre que l'hébreu, le latin et le grec.
- 890 – Svatopluk Ier annexe la Bohême et les régions voisines de l'actuelle Saxe à son empire. Sous son règne, la Grande-Moravie atteint son apogée.
- 896 – Après la mort de Svatopluk Ier, ses fils Mojmír II et Svatopluk II se querellent pour la domination de l'empire. Les Magyars, autre nom des Hongrois, prennent avantage de la situation et envahissent le bassin du moyen Danube. Mojmír II et Svatopluk II meurent probablement dans des batailles contre les Magyars entre 904 et 907.
- 907 – Les Magyars mettent les Bavarois en déroute lors la bataille de Bratislava. Les historiens considèrent cette date comme la fin de la Grande Moravie.
- 925 - La partie slovaque de la Grande Moravie est conquise par le gyula (« duc ») magyar Lél et passe sous la souveraineté des Arpadiens en 955. Le destin des canésats, joupanats et des woïwodies slaves du nord de la nouvelle grande-principauté de Hongrie (Felvidék : « haut-pays ») est mal connu mais il est probable qu'ils ont été vassalisés et progressivement intégrés à la noblesse hongroise en tant que gyepűs, ispáns ou vajdas, plutôt que massacrés[2].
- 990 – Une partie des Serbes de la Serbie blanche (dont descendent les actuels Sorabes d'Allemagne orientale) partent s'installer au sud du Danube, dans l'Empire byzantin, le long de la rivière Margos qu'ils nomment Morava, à la place des Valaques chassés de cette région vers la Transylvanie par la conquête de l'empereur Basile II (contre lequel ils avaient résisté)[3]. Depuis, il y a deux rivières Morava : une au nord, en Moravie et l'autre au sud, en Serbie.
- 1000 – Dans la partie tchèque de l'ex-Grande Moravie, les rivalités entre les nobles locaux sont virulentes. Certains anciens souverains de la Bohême ont bénéficié d'un titre royal héréditaire au cours des XIe et XIIe siècles, surtout après la succession de Vratislav II de Bohême, notamment entre Vladislav II de Bohême et Sobeslav Ier de Bohême. Mais le royaume de Bohême n'est officiellement créé qu'en 1198, par Ottokar Ier de Bohême qui avait été reconnu par l'empereur Henri VI du Saint-Empire comme prince suzerain de Bohême six ans auparavant. Ottokar Ier est rapidement écarté du trône par une conspiration de nobles. Dans les siècles suivants, l'intégration du royaume tchèque dans le Saint-Empire romain germanique aboutit à la germanisation de la noblesse tchèque et des institutions du royaume, notamment sous les Habsbourg. Les descendants de ces élites tchèques font partie, à l'aube du XXe siècle, de la noblesse autrichienne. De la Grande-Moravie, il reste une mémoire historique qui inspire en partie les acteurs de la renaissance tchèque et slovaque.

## Liste des rois de Grande-Moravie
- 820-846 : Mojmír Ier (prince)
- 846-870 : Rastislav (roi)
- 870-871 : Slavomír (en) (roi)
- 871-894 : Svätopluk Ier (roi)
- 894-906 : Mojmír II (roi)
- 894-899 : Svatopluk II (frère de Mojmir II, prince de Moravie, rival et révolté contre son frère, battu en 899)

## Villes, forteresses et mines
La localisation de la cité de « Moravia », capitale probable de la Grande-Moravie, reste inconnue ; peut-être n'est-ce qu'un synonyme de Nitra ou de Brezalauspurc (forme germanique de Predeslavhrad ou « château de Predeslav », devenu ultérieurement Prešporok germanisé en Preßburg, ou Požun).
En 843, 30 des 41 places fortes (civitates) de la Grande Moravie sont situées sur le territoire de la Slovaquie actuelle. La plus connue est Devín (dans l´actuelle Bratislava). Des ruines de places fortes du IXe siècle sont visibles aujourd´hui dans la vallée de la Morava à Mikulčice, Staré Město, Pohansko et Modrá.
Les lieux mentionnés dans des textes ne sont pas toujours identifiables, à l'exception de Prague citée en 870, de Nitra citée en 864, de Brezalauspurc citée en 907, de Welegrad cité au XIIe siècle, Novyhrad (« nouvelle citadelle », aujourd'hui Oujhorod en Ukraine) citée en 903, Cernograd (« ville noire », aujourd'hui Csongrád en Hongrie) citée au XIe siècle, Dobrecin ou Debrezun (« bonne terre ») citée en 1235 et Blatnograd (« ville du marais », aujourd'hui Zalavár en Hongrie) citée au IXe siècle.
Des exploitations minières fonctionnaient autour des Monts Métallifères (en Bohême comme en Misnie, par exemple autour de Kamjenica « de pierre » citée en 1136 et de Mišensko, la « mission » citée en 929), autour des monts Tatras dans la région de Spiš et autour d'Ostriv Marmaroski (aujourd'hui Sighet en Marmatie roumaine, citée en 1326). La riche plaine agricole inondable du sud-est assure à la Grande-Moravie des approvisionnements réguliers mais, moins densément peuplée, elle est surnommée Púštína (« désert » en slave).
L'ancienneté, l'étymologie slave et parfois même l'existence des pays slaves avant l'établissement des Magyars dans la région sont parfois contestées par l'historiographie hongroise depuis qu'elle a renoué, après la fin du communisme étatique, avec la thèse austro-hongroise du « Désert des Avars » (Avar sivatag) émise au XIXe siècle pour délégitimer les revendications austroslavistes.

## Culture
La Grande-Moravie est importante pour les Slaves occidentaux parce qu'elle marque le début de l'écriture, donc de l'histoire, de la littérature et de la culture slaves, rôle qu'elle partage avec son allié, le Premier Empire bulgare. En 863 apparaît la première école slave : l'Académie grand-morave, probablement à Devín. La première église des Slaves occidentaux est consacrée à Nitra en 828 mais les premiers écrits slaves consignent aussi les principales divinités de la mythologie slave antérieure, la première traduction en slavon de la Bible, le premier code de lois slave et l'activité du premier archevêché slave. Bien que les Slovaques aient choisi, lors de la séparation des Églises d'Orient et d'Occident, l'obédience de l'église de Rome, la double croix byzantine évoquant Cyrille et Méthode est restée jusqu'à nos jours le symbole de la Slovaquie.